# Liste antiker Ortsnamen und geographischer Bezeichnungen/Ig
| Lateinischer Name | Griechischer Name   | Beschreibung                          | Heute             | Quellen und Verweise | Lage |
| ----------------- | ------------------- | ------------------------------------- | ----------------- | -------------------- | ---- |
| Igilgili          | Ἰγιλγιλί (Igilgili) | Hafenstadt in Mauretania Caesariensis | Jijel in Algerien | Smith;               |      |
| Igilium           |                     |                                       |                   | Smith;               |      |
| Igletes           |                     |                                       |                   | Smith;               |      |
| Igulliones        |                     |                                       |                   | Smith;               |      |
| Iguvium           |                     |                                       |                   | Smith;               |      |